# Amauropelma claudie
Amauropelma claudie là một loài nhện trong họ Ctenidae.
Loài này thuộc chi Amauropelma. Amauropelma claudie được miêu tả năm 2001 bởi Raven & Stumkat.